# Tour du Limousin 1980
La 13e édition du Tour du Limousin s'est déroulée du 21 au 24 août 1980, et a vu s'imposer le Français René Bittinger.

## Classements des étapes
| Étape      | Date    | Villes étapes      | Vainqueur d'étape | Equipe     | Leader du classement général | Équipe       |
| 1re étape  | 21 août | Limoges - Guéret   | Bernard Hinault   | Renault    | Bernard Hinault              | Renault      |
| 2e étape   | 22 août | Guéret - Ussel     | André Chalmel     | Renault    | René Bittinger               | Miko Mercier |
| 3e étape a | 23 août | Ussel - Treignac   | Mariano Martinez  | La Redoute | René Bittinger               | Miko Mercier |
| 3e étape b | 23 août | Treignac - Uzerche | Bernard Vallet    | La Redoute | René Bittinger               | Miko Mercier |
| 4e étape   | 24 août | Uzerche - Limoges  | Patrick Bonnet    | Renault    | René Bittinger               | Miko Mercier |

## Classement final
| 1.  | René Bittinger          | Miko Mercier |
| 2.  | Bernard Pineau          | Amateur      |
| 3.  | Claude Vincendeau       | Renault      |
| 4.  | Charly Bérard           | Puch         |
| 5.  | Marc Durant             | La Redoute   |
| 6.  | Yves Hézard             | Peugeot      |
| 7.  | André Chalmel           | Renault      |
| 8.  | Mariano Martinez        | La Redoute   |
| 9.  | Patrick Bonnet          | Renault      |
| 10. | Jean-François Rodriguez | Puch         |